# Handfeste
Die Handfeste war allgemein eine zur Sicherung eines Rechts ausgefertigte Urkunde, die dazu bestimmt war, dem Berechtigten ausgehändigt zu werden.
In althochdeutschen Glossen ist das Wort synonym mit jeder Art von Urkunde. Der Verweis auf eine rechtsbegründende Geste hebt ähnlich wie in zeitgleichen lateinischen Urkunden (manu propria ‚wir bekräftigen mit eigener Hand‘) die persönliche Beteiligung des Ausstellers hervor. Später ist die Bezeichnung insbesondere für Urkunden mit verfassungsrechtlicher Bedeutung (z. B. Stadtrechte) verwendet worden. Das Wort ist als Lehnwort ins Tschechische übergegangen (hamfešt).

## Bedeutung im Deutschordensland
Der Deutsche Ritterorden in Preußen verwendete die Bezeichnung für Siedlungsurkunden. Die Lokatoren erhielten für jede neu zu gründende Siedlung eine Handfeste. Darin waren die Rechte der Lokatoren für die Gründung der Städte und Dörfer geregelt, meist die Verleihung des mit „Freihufen“ verbundenen Schulzenamtes und bestimmte Einnahmen (z. B. ein Drittel der Einnahmen aus der niederen Gerichtsbarkeit – Gerichtsbarkeit ohne die ausschließlich dem Orden vorbehaltene Blut- und Halsgerichtsamkeit), sowie die Hofgrößen, „Freiheiten“ und „Gerechtsame“ (insbesondere Mühlen-, Fischerei- und Bierbraugerechtsamkeit und andere Privilegien) der anzuwerbenden Siedler aus den altdeutschen Gebieten und die von den Neusiedlern an den Orden als Grundherrn als Geld- und Naturalsteuer zu entrichtende Abgaben und Dienste.
Die Originale dieser Urkunden sind heute meistens verloren, jedoch haben die Amtsträger des Deutschen Ordens bei der Ausstellung Kopien in Amtsbüchern, den sog. Handfestenregistern und Handfestensammlungen angelegt, die eine zentrale Quellengruppe für die Siedlungsgeschichte Preußens bilden.
Zudem bezeichnete man das in dieser Urkunde bestimmte Recht selbst auch als Handfeste.

## Bedeutung in anderen Regionen
In Bayern und Siebenbürgen war die Bezeichnung Handfeste für Heiratsvereinbarungen üblich.
In Bremen und Sachsen war die Handfeste ein Dokument über einen Rentenkauf. Im bremischen Recht gab es bis zum Inkrafttreten des Bürgerlichen Gesetzbuches 1900 eine spezielle Hypothek mit Namen Handfeste, in der die Publizität des Rechts nicht durch öffentliche Bücher herbeigeführt wurde, sondern die öffentliche Ausrufung mit der Wirkung des Ausschlusses verlangte. Die Handfeste wurde dort als Inhaberpapier ausgefertigt.

## Namen von Dokumenten
Auch historische Dokumente sind unter der Bezeichnung Handfeste bekannt, z. B.
1. die Georgenberger Handfeste, mit welcher 1186 die Zukunft der Steiermark beeinflusst wurde
2. die so genannte Kulmer Handfeste, die erste Urkunde des Deutschen Ordens im Preußenland: Stadtrechtsverleihung für die Städte Kulm und Thorn
3. die auf 1218 datierte, aber wahrscheinlich gefälschte Goldene Handfeste, die Bern zur Freien Reichsstadt machte.
4. die Ottonische Handfeste von 1311, worin Herzog Otto III. von Niederbayern den niederbayerischen Ständen Privilegien und Rechte einräumte. Sie gilt als rechtliche Grundlage für die bayerischen Hofmarken.
5. die Freiburger Handfeste, die Stadtrechtsurkunde von Freiburg im Üechtland, die Graf Hartmann IV. und sein Neffe Hartmann V. von Kyburg am 28. Juni 1249 ausstellen ließen.[1]